# David Wharnsby
David Wharnsby (* 20. Juni 1967 in Waterloo, Ontario) ist ein kanadischer Filmeditor und gelegentlicher Fernsehregisseur.

## Leben
Wharnsby begann seine Tätigkeit als Editor im Jahr 1996. Er ist seither für Fernsehproduktionen, Kinofilme und Kurzfilme gleichermaßen tätig.
Im Verlaufe der Karriere wurde er mehrmals von der Directors Guild of Canada für verschiedene Preise nominiert und als Teil von größeren Produktionsteams auch ausgezeichnet. 2004 wurde er für seine Arbeit an The Saddest Music in the World mit einem Genie Award ausgezeichnet.
2007 gab er sein Debüt als Regisseur und inszenierte eine Folge der Serie Billable Hours. 2009 drehte er zwei Episoden von Being Erica – Alles auf Anfang, an der er auch im gleichen Jahr als Editor beteiligt war. Es folgten vier Folgen der Serie Saving Hope.
Von 2003 bis 2008 war Wharnsby mit der ebenfalls aus Kanada stammenden Schauspielerin und Regisseurin Sarah Polley verheiratet. Er hat den Filmschnitt ihres Regiedebüts An ihrer Seite (2006) ausgeführt.

## Filmografie (Auswahl)
- 2000: Die Masken des Don Giovanni (Don Giovanni Unmasked)
- 2003: The Saddest Music in the World
- 2006: An ihrer Seite (Away From Her)
- 2008: Das Feld der Ehre – Passendaele (Passendaele)
- 2009: Being Erica – Alles auf Anfang (Being Erica, Fernsehserie, 11 Folgen)
- 2012–2015: Rookie Blue (Fernsehserie)
- 2012–2017: Saving Hope (Fernsehserie)
- 2015: Hyena Road
- 2017: Alias Grace (Miniserie)
- 2020: Hey Lady! (Fernsehserie)
- 2022: Stellar
- 2023: Seven Veils